# Šléglov
Šléglov (en allemand : Schlögelsdorf) est une commune du district de Šumperk, dans la région d'Olomouc, en République tchèque. Sa population s'élevait à 41 habitants en 2023.

## Géographie
Šléglov se trouve à 3 km à l'est-sud-est du centre de Staré Město, à 20 km au nord de Šumperk et à 182 km à l'est de Prague.
La commune est limitée par Staré Město à l'ouest et au nord, par Branná à l'est, et par Vikantice au sud-est et au sud.

## Histoire
La première mention écrite de la localité date de 1325.

## Galerie

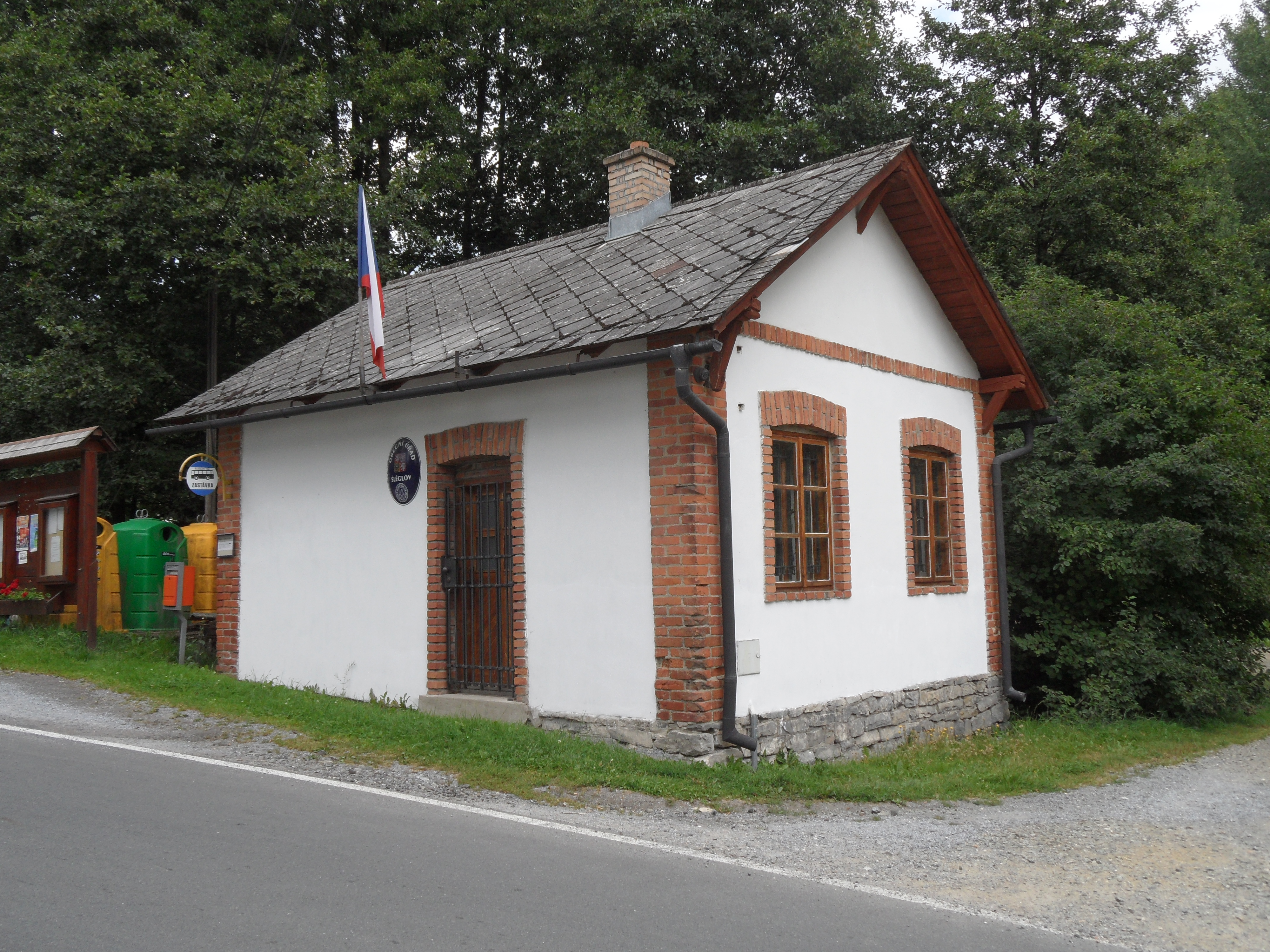
Šléglov : la mairie.
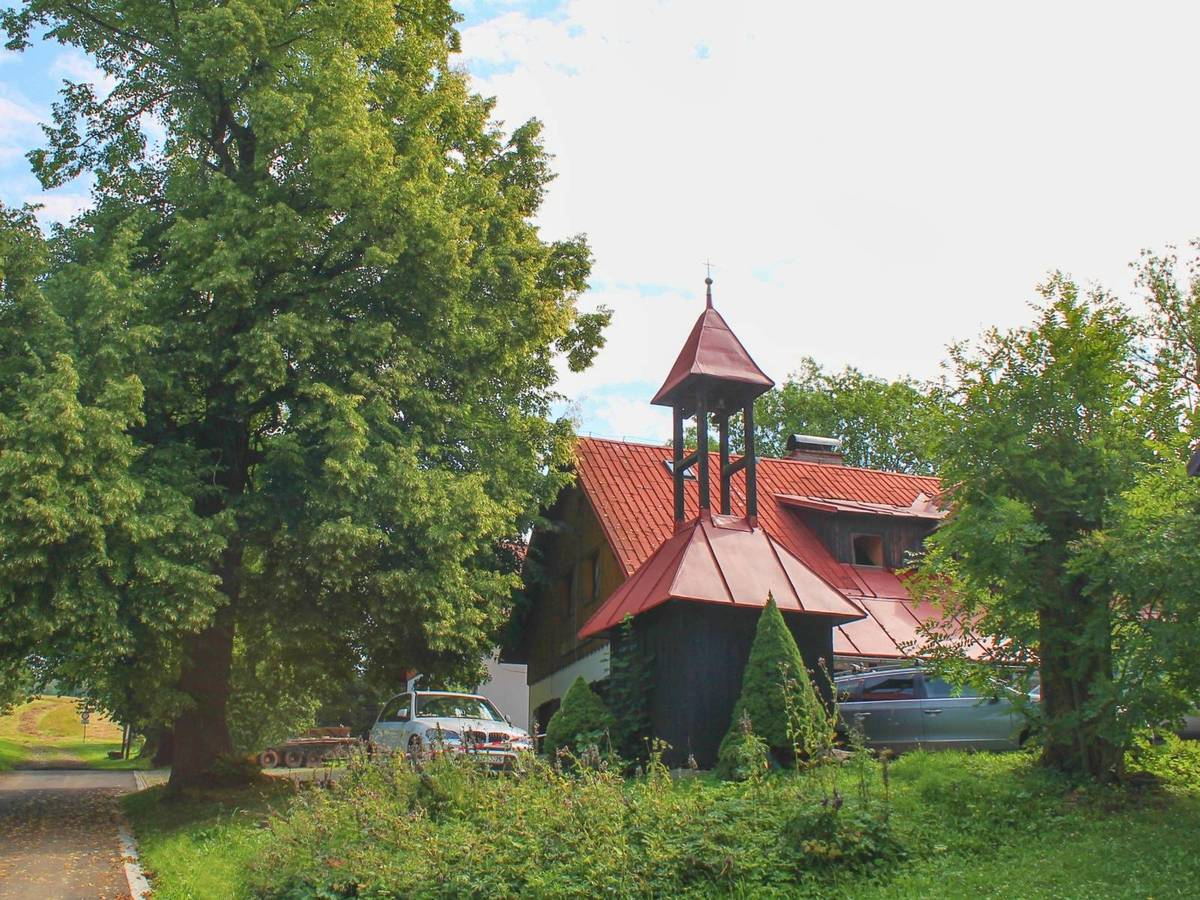
Clocher-tour.

## Transports
Par la route, Šléglov se trouve à 4,5 km de Staré Město, à 28 km de Šumperk, à 82 km d'Olomouc et à 220 km de Prague.